# Max Collie
John Maxwell 'Max' Collie (Melbourne, 21 februari 1931 – 6 januari 2018) was een Amerikaanse jazzzanger, -trombonist en orkestleider van de dixieland-jazz.

## Biografie
Collie speelde in zijn geboortestad Melbourne sinds 1948 met zijn eigen band, die in 1952 werd aangevuld met muzikanten van Graeme Bell. In 1962 maakte hij een jaar lang een tournee door Europa met de Melbourne New Orleans Jazzband en vestigde zich vervolgens in Engeland. Kort daarna nam hij de leiding over van de London City Stompers. In 1966 richtte hij zijn eigen Rhythm Aces op, dat in 1971 hun eerste album uitbracht, waarbij Cy Laurie betrokken was. De band won in 1975 een wereldkampioenschap Jazz tegen veertien Noord-Amerikaanse traditionele jazzbands. Met de Rhythm Aces, die regelmatig en meerdere malen in de Verenigde Staten op tournee gingen en op televisie verschenen, heeft hij talrijke publicaties geproduceerd. Met de band traden de zangeressen Marilyn Middleton Pollock en Pauline Pearce ook wel eens op. Op het gebied van jazz was hij tussen 1963 en 2001 betrokken bij 53 opnamesessies.

## Overlijden
Max Collie overleed in januari 2018 op 86-jarige leeftijd.

## Discografie
- Leonard Feather, Ira Gitler: The Biographical Encyclopedia of Jazz. Oxford University Press, New York 1999, ISBN 0-19-532000-X.
- Barry Kernfeld (Herausgeber), The New Grove Dictionary of Jazz. Oxford University Press, 2005, ISBN 0-19-516909-3

- Bibliothèque nationale de France: cb13948819h (data)
- Gemeinsame Normdatei: 135815592
- International Standard Name Identifier: 0000 0000 0128 9281
- Library of Congress Control Number: no2007025713
- MusicBrainz: c4aa725f-d360-4390-b434-9efb4dea09e3
- Virtual International Authority File: 66656921
- WorldCat: E39PBJxcYFXyJHXM3YCbVPBgKd